# بویاره (سینیتسا)
بویاره (به صربی: Boljare) یک منطقهٔ مسکونی در صربستان است که در سینیتسا واقع شده‌است. بویاره ۱۲٫۰۴ کیلومتر مربع مساحت و ۳۳ نفر جمعیت دارد و ۲۷۳ متر بالاتر از سطح دریا واقع شده‌است.